# Châteauneuf-de-Gadagne
Châteauneuf-de-Gadagne là một xã trong tỉnh Vaucluse thuộc vùng Provence-Alpes-Côte d'Azur ở đông nam nước Pháp. Xã này nằm ở khu vực có độ cao trung bình 48 mét trên mực nước biển.

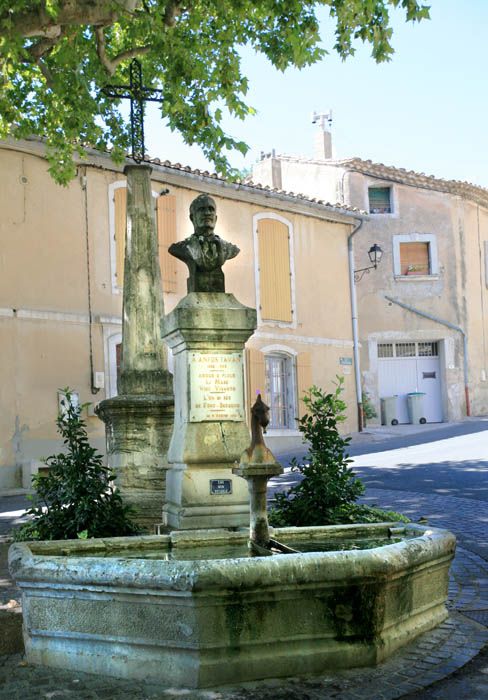
Đài nước ở Châteauneuf-de-Gadagne